# بث همدراش هاگودول
بث همدراش هاگودول (عبری: בֵּית הַמִּדְרָש הַגָּדוֹל‎، ت. «Great Study House») که با نام BHH نیز شناخته می‌شود، یک کنیسه تاریخی است که در محله Lower East Side منهتن، شهر نیویورک واقع شده‌است. در سال ۱۸۵۴ توسط گروهی از مهاجران یهودی اروپای شرقی که به دنبال مکانی برای بادت و یادگیری به سبک سنتی سرزمین خود بودند، تأسیس شد. نام کنیسه که به «خانه مطالعه و یادگیری» ترجمه می‌شود، نشان دهنده تأکید آن بر مطالعه و آموزش تورات است.
ساختمان فعلی که توسط معمار  لوئیس آدلر به سبک احیای مور طراحی شده‌است، در سال ۱۸۸۶ تکمیل شد. دارای کاشی کاری‌های پیچیده، پنجره‌های شیشه ای رنگارنگ، و گنبد مرکزی بزرگ است. کنیسه نقش مهمی در تاریخ یهود ایفا کرده‌است و به عنوان مرکزی برای زندگی مذهبی و فرهنگی برای نسل‌های مهاجر یهودی عمل می‌کند.
بث همدراش هاگودول علاوه بر کارکردهای مذهبی، مرکز فعالیت‌های اجتماعی و سیاسی نیز بوده‌است. در اوایل قرن بیستم، این مکان محل تجمع اتحادیه‌های کارگری یهودی بود و در مبارزه برای حقوق کارگران نقش داشت. در زمان‌های اخیر، سایتی برای گفتگوی بین ادیان و ابتکارات خدمات اجتماعی بوده‌است.
امروزه بث همدراش هاگودول به عنوان مرکز پر جنب و جوش زندگی و یادگیری یهودیان به فعالیت خود ادامه می‌دهد. برنامه‌های آن شامل خدمات سنتی دعا، جلسات مطالعه تورات، و رویدادهای فرهنگی است که میراث یهودی را جشن می‌گیرند. کنیسه همچنین محل استقرار چندین سازمان اجتماعی است که بر عدالت اجتماعی، آموزش و گفتگوی بین ادیان متمرکز هستند.